# Urgences-santé
 (décembre 2024).
Si vous disposez d'ouvrages ou d'articles de référence ou si vous connaissez des sites web de qualité traitant du thème abordé ici, merci de compléter l'article en donnant les références utiles à sa vérifiabilité et en les liant à la section « Notes et références ».
Urgences-santé est une société publique paramédicale québécoise. L'organisme dessert exclusivement les régions administratives de Montréal et de Laval, là où on retrouve la plus forte densité de population au Québec. Selon le rapport annuel 2023-2024, Urgences-santé traite environ 36% des appels d'urgence du Québec.
Ailleurs au Québec, des centre de communication santé (CCS) qui sont des organismes à but non lucratif financés à 100 % par les fonds publics, effectuent la coordination des services préhospitaliers en lien avec leur CISSS. Dans ces régions, ce sont des partenariats avec des entreprises ambulancières privées ou des coopératives qui permettent d'offrir les services préhospitaliers à la population.

## Historique

### Avant sa création

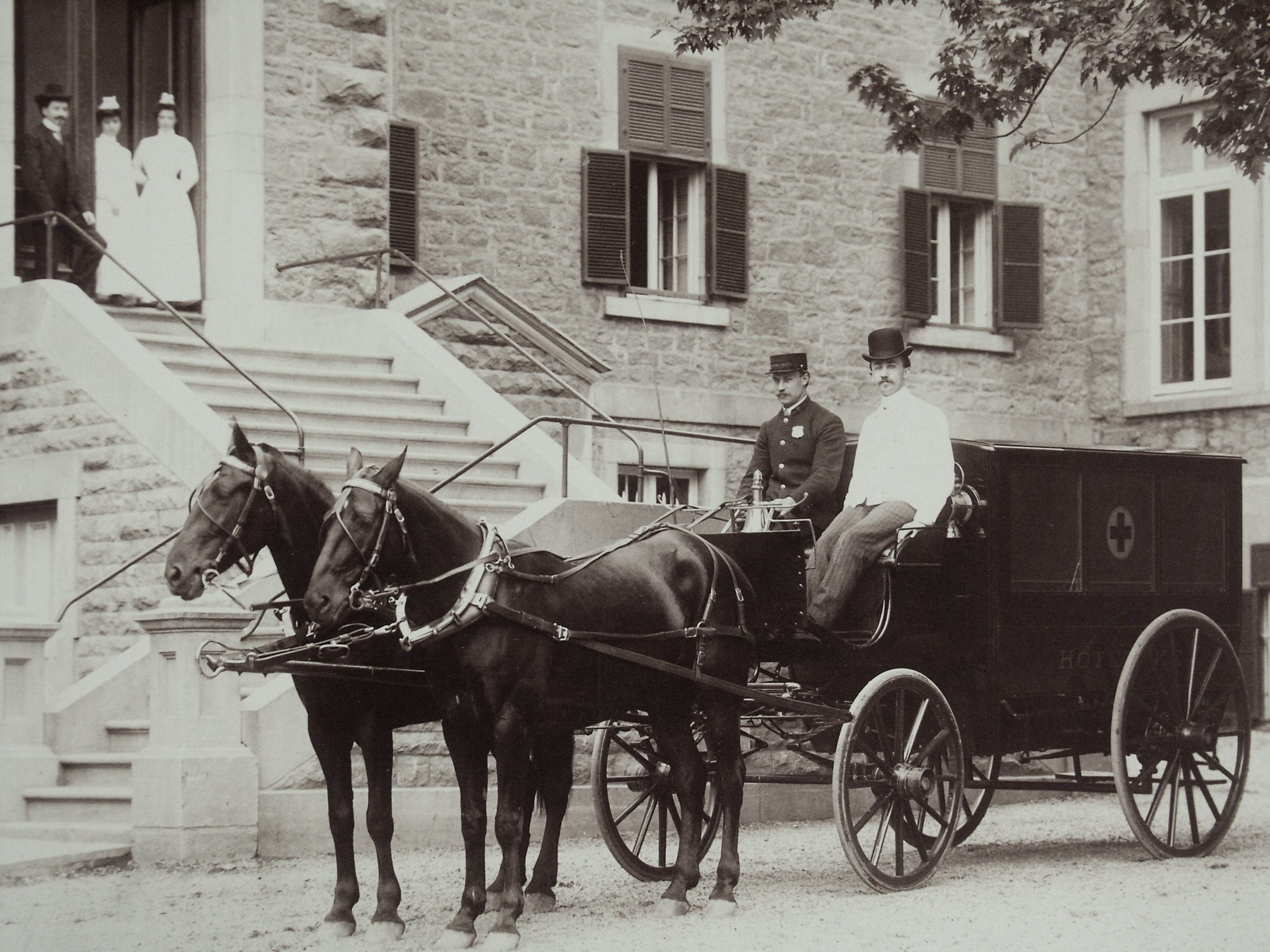
Ambulance tirée par des chevaux, près de l'Hôtel-Dieu de Montréal, en 1904.

Avant que l'État n'intervienne concernant les services préhospitaliers d'urgence et le transport ambulancier, l'entreprise privée avait développé le marché en fonction de la demande et, la plupart du temps, comme service complémentaire aux entreprises funéraires.
En 1972, l'État intervenait une première fois pour délivrer des permis d'exploitation. Les articles de la Loi sur la protection de la santé publique et du Règlement d'application de la Loi sur la protection de la santé publique, constituaient le maigre et frêle encadrement de ce secteur d'urgence.
En 1981, le gouvernement du Québec confiait au Conseil de la Santé et des Services sociaux de la région de Montréal métropolitain (maintenant l'Agence de la Santé et des Services sociaux de Montréal) l'autorité de résoudre le problème de l'accessibilité aux services d'urgence et de coordonner le transport ambulancier. Le 22 décembre de la même année, le «Centre de coordination des urgences santé» démarrait ses activités. À cette époque, 22 compagnies ambulancières privées assuraient, avec des permis de service d'ambulances octroyés par le Conseil régional, la disponibilité du personnel et des véhicules ambulanciers. Également à cette époque, le Service de police de la Communauté urbaine de Montréal (devenu le Service de police de la ville de Montréal) offrait à la population un service d'ambulances. Il se retirera de ce secteur d'activités à l'arrivée d'Urgences-santé, en 1984.
En 1983, la syndicalisation massive du personnel ambulancier allait provoquer des enquêtes, analyses et rapports successifs qui jetaient les bases d'une réforme plus en profondeur. Il s'en dégageait notamment la nécessité pour les services ambulanciers d'une intégration aux activités globales du réseau de la Santé et des Services sociaux mais également, la nécessité d'une «professionnalisation» du travail du personnel ambulancier, d'une reconnaissance d'un statut d'emploi, d'une formation accrue et d'une stabilisation de la main-d'œuvre.

### Entité distincte

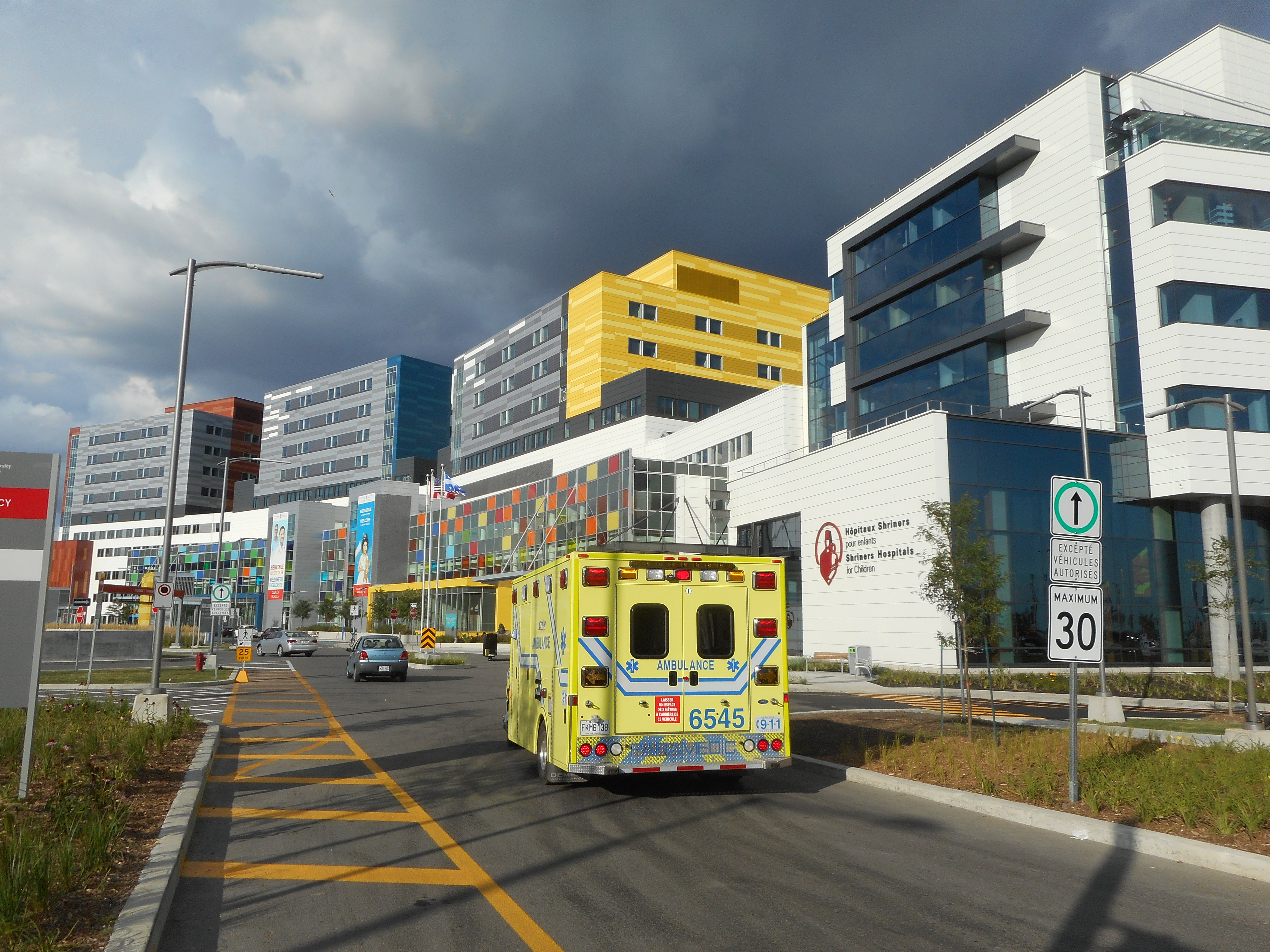
Ambulance d'Urgences-santé devant le centre universitaire de santé McGill

Le projet de loi 34 proposait de nouvelles règles en matière de transport ambulancier. Ce projet de loi déposé le 12 mai 1988, à la suite d'une consultation des intervenants, fut sanctionné le 19 décembre de la même année, modifiant par le fait même la Loi sur les services de santé et les services sociaux.
Le 8 mars 1989 est instituée la Corporation d'urgences-santé de la région de Montréal Métropolitain comme entité administrative distincte lorsque l'article 2 du projet de loi 34 entre en vigueur par décret. La Corporation qui a le statut d'organisme à but non lucratif relève du ministre de la Santé et des Services sociaux. Elle est gérée par un conseil d'administration qui se compose de membres nommés par le gouvernement, où le directeur général siège d'office à titre de président. Sa mission : « Assurer à la population de Montréal et de Laval des services préhospitaliers d’urgence de qualité, efficaces et appropriés, afin de réduire la mortalité et la morbidité associées aux conditions médicales urgentes. »

## Organisation

### Ressources
Au 31 mars 2020 (rapport annuel), il y a plus de 1 500 employés, à leur service :
- 1002 paramédics (soins avancés, niveau II et soins primaires, niveau I))
- 114 répartiteurs médicaux d'urgence (RMU)
- 123 employés de soutien
- 105 professionnels & non syndiqués
- 123 employés de bureau
- 104 cadres (gestionnaires)

### Opérations

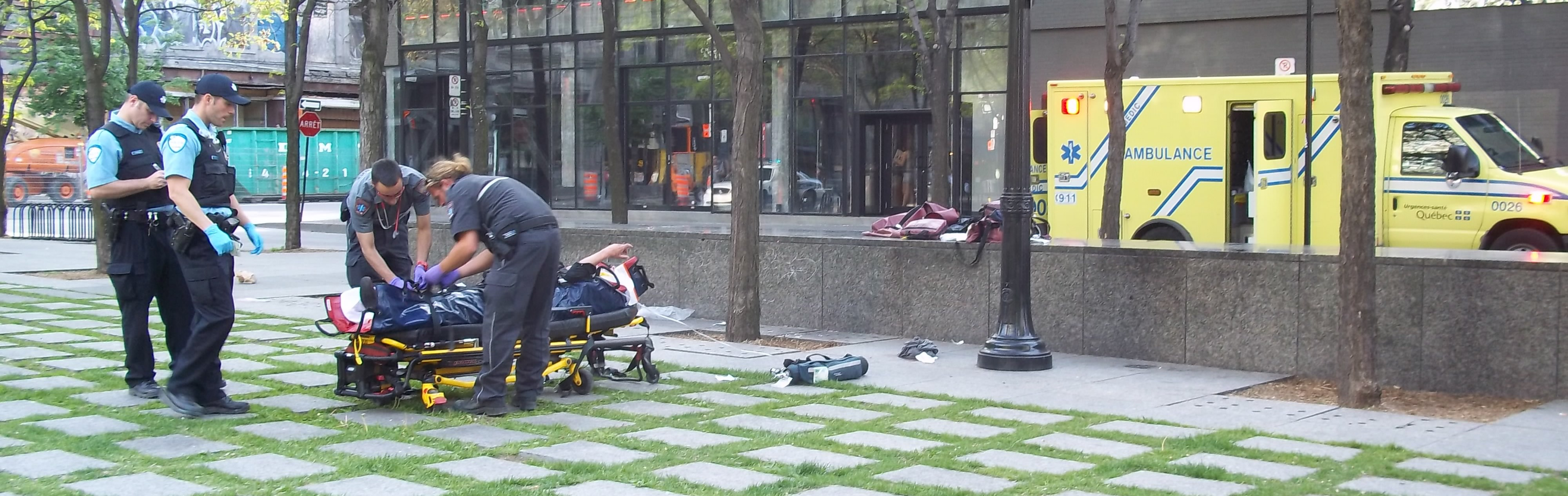
Intervention d'Urgences-santé, place de la Paix, Montréal

Les opérations sont divisées de façon géographique:
- Est – Saint-Léonard
- Ouest – LaSalle
- Nord – Laval

Le centre administratif est situé à Montréal, au 6700, rue Jarry Est. 45° 35′ 50″ N, 73° 34′ 47″ O

### Équipement
Contrairement à la plupart des services ambulanciers au Canada qui utilise le casque de pompier, ceux du Québec utilisent le Casque F1.

### Flotte
Dans la province, les ambulances sont identifiées par leur couleur distinctive jaune.
- 138 ambulances – Type III Ford E450 et Type II Ford E150
- 13 véhicules de superviseur – Ford Explorer
- 13 véhicules de service
- 1 poste de commandement mobile
- 1 véhicule de relations-communautaires
- 8 véhicules divers - transport multiple de patient, véhicules de soins avancés
- 5 remorques

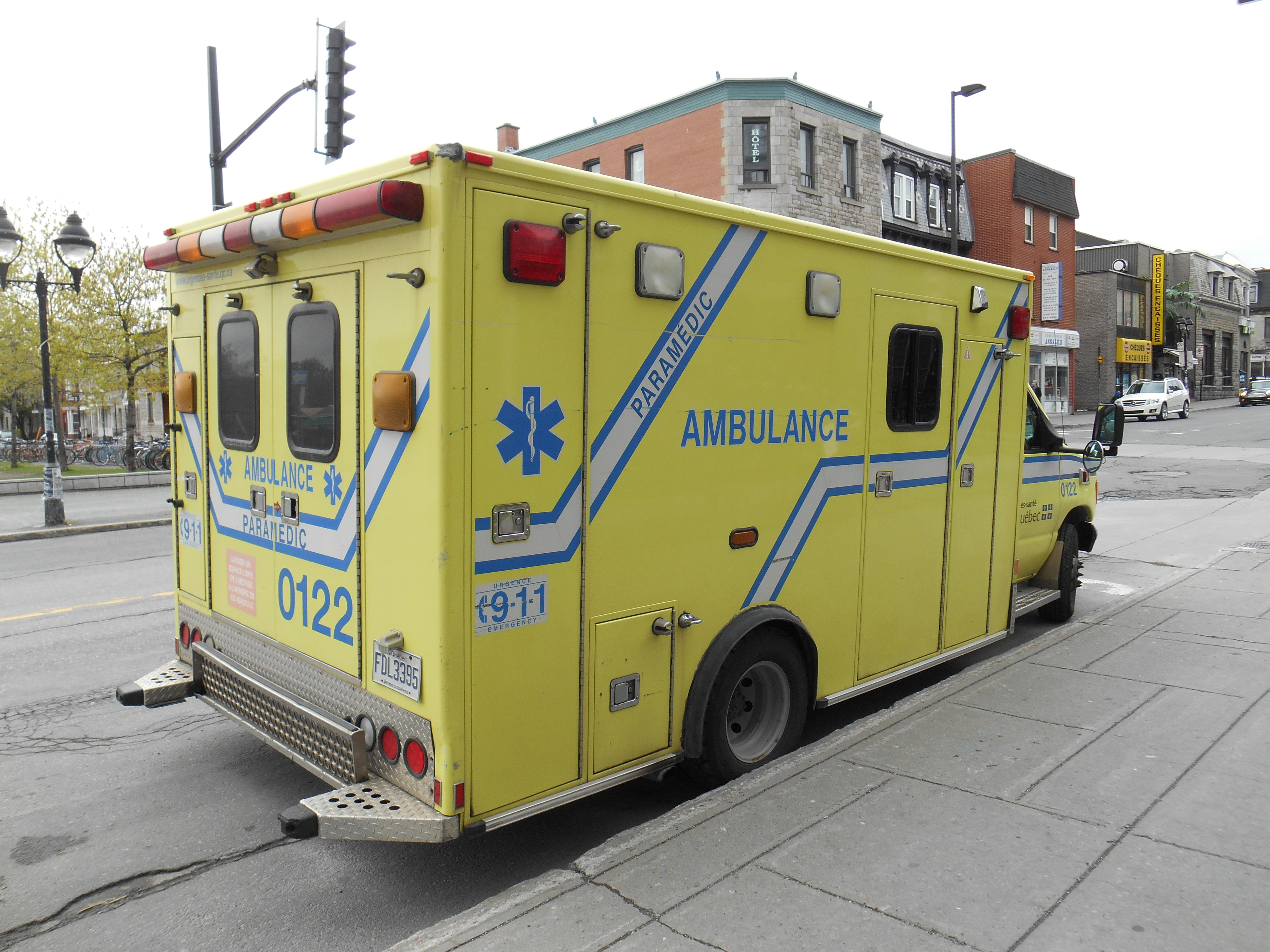
Ambulance
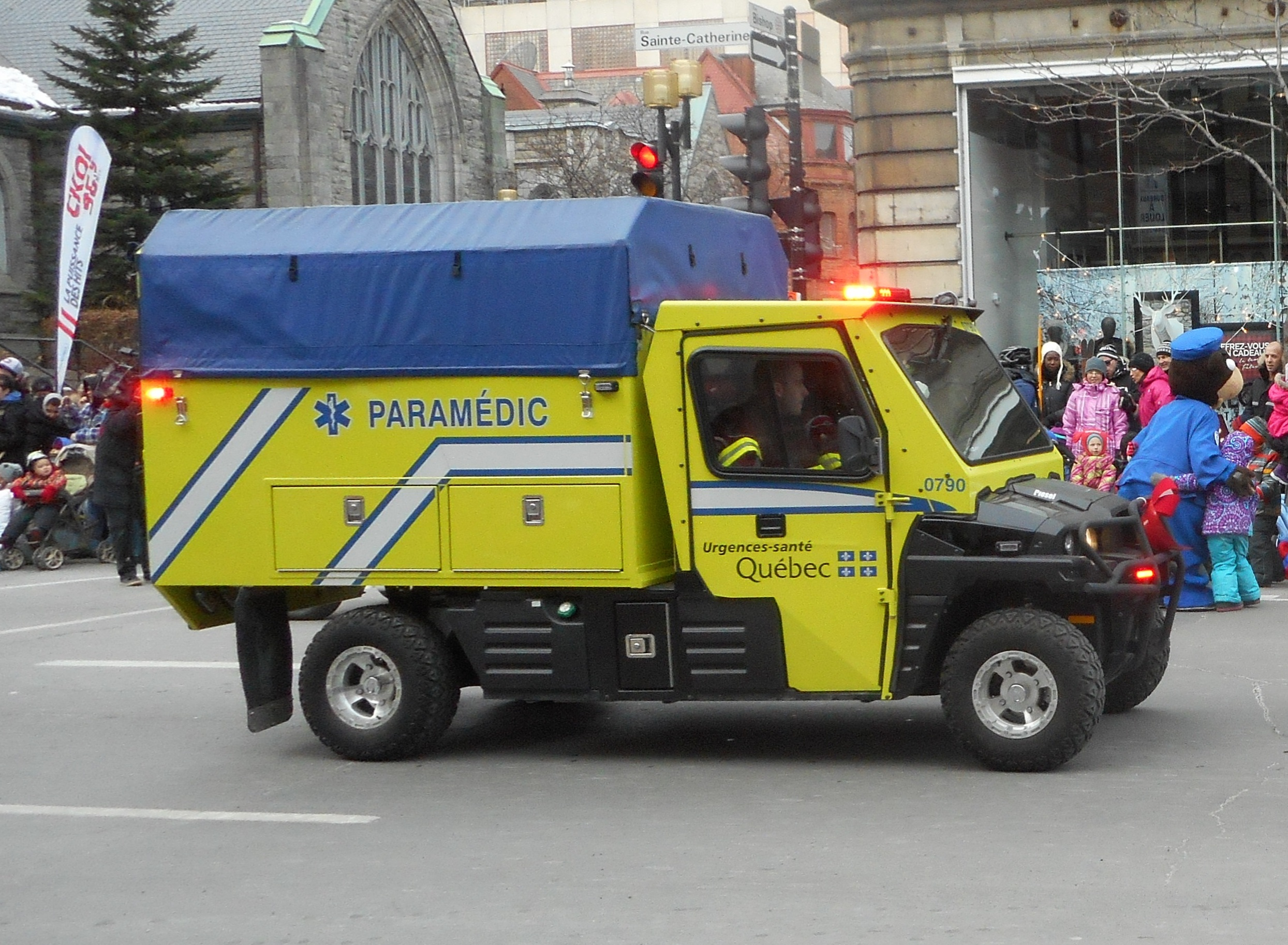
V.I.E.S. (Véhicule d'Intervention aux Évènements Spéciaux)
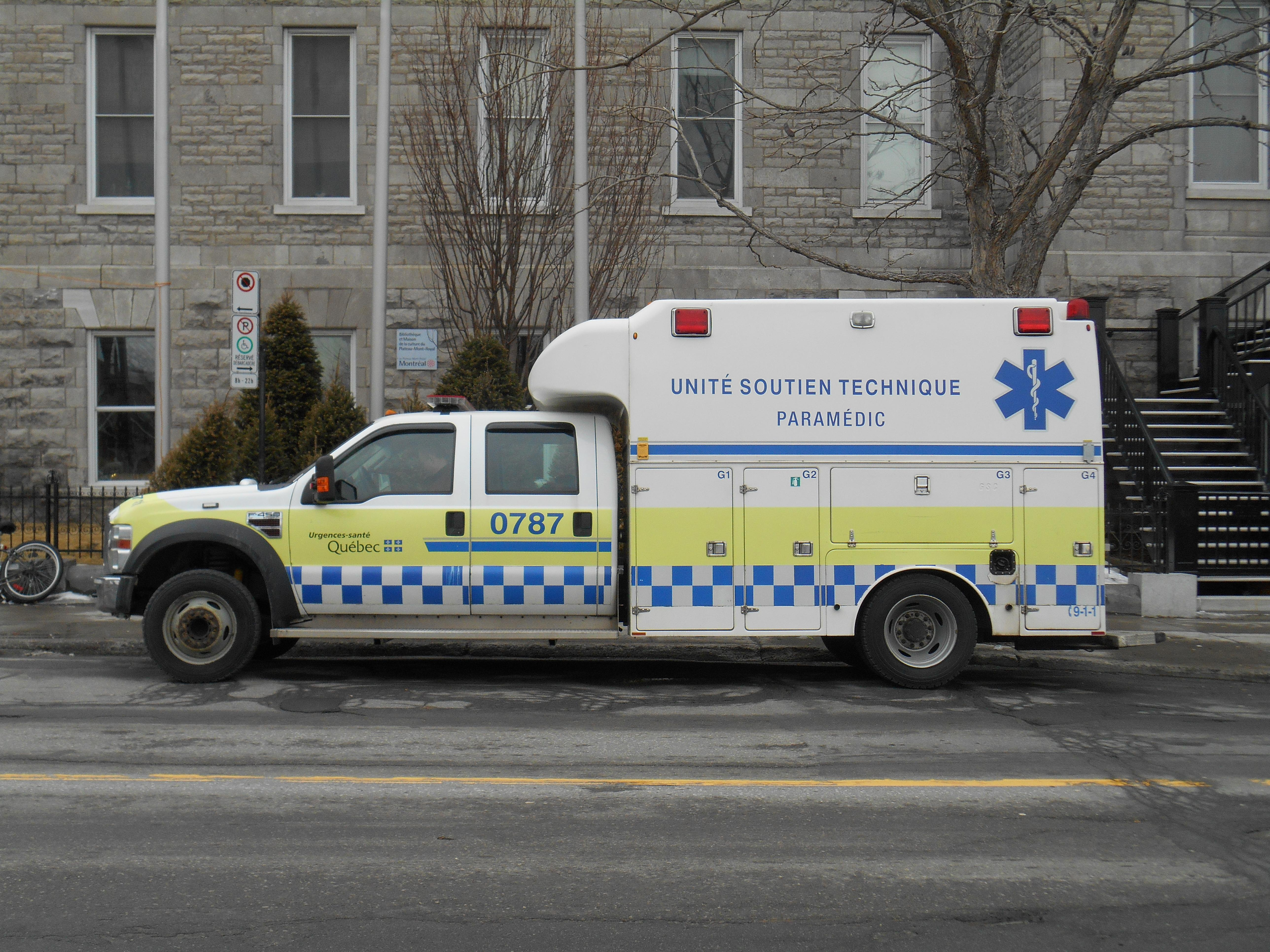
Unité de soutien technique Ford F-450
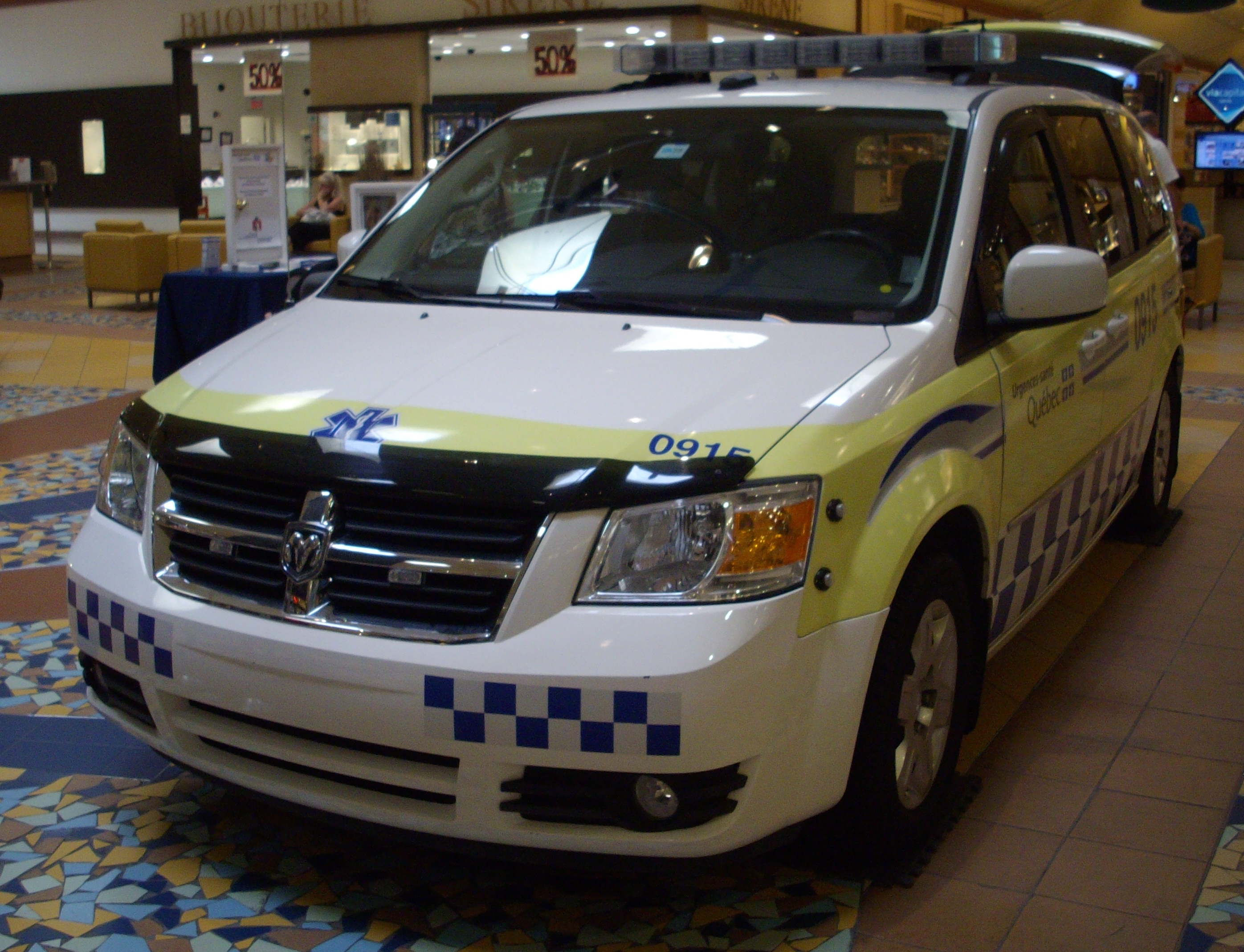
Dodge Grand Caravan
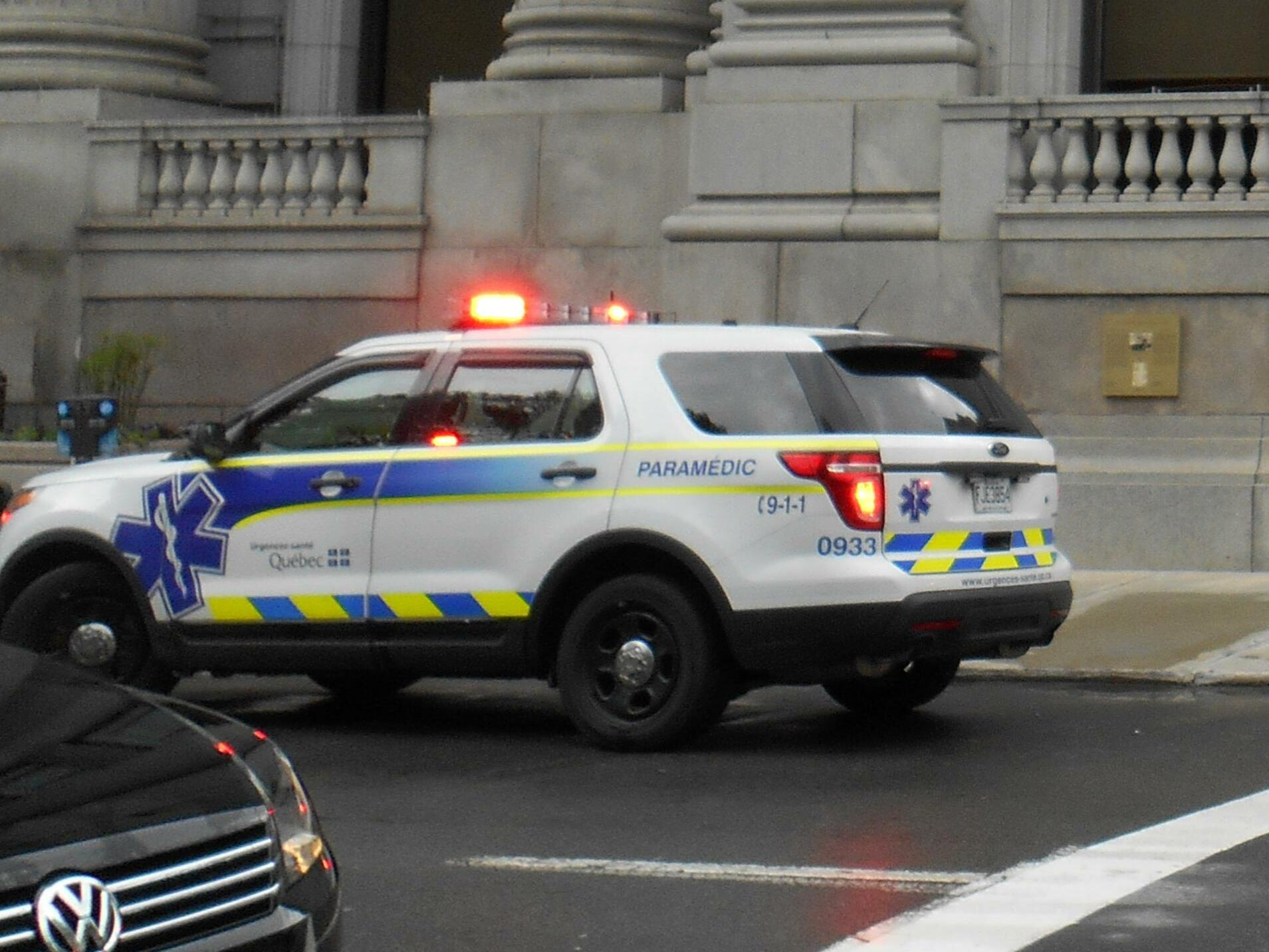
Véhicule utilitaire Ford

## Controverses

### Allégations d'incivilité, harcèlement ou de violence en milieu de travail
Le 28 septembre 2020, Nicola D’Ulisse, président et directeur général d’Urgences-santé se retire temporairement à la suite du dépôt de deux plaintes faites en vertu de la Politique de prévention et de gestion de l’incivilité, du harcèlement et de la violence en milieu de travail d’Urgences-santé. Son retrait visant à assurer l’intégrité du processus d’enquête en cours,.
Le 18 décembre 2020, Urgences-Santé , annonce la décision de M. D’Ulisse de quitter ses fonctions en tant que président et directeur général de la Corporation et de prendre sa retraite. Monsieur Yvan Gendron assumera dorénavant le rôle de président et directeur général,.
Aucune information n'est disponible quant aux conclusions de l'enquête menée par Urgences-santé sur les allégations portées à l'encontre de M.D’Ulisse.